# أكو ستويكوف
أكو ستويكوف (بالألبانية: Aco Stojkov‏) (مواليد 29 أبريل 1983 في ستروميكا) لاعب كرة قدم مقدوني دولي يجيد اللعب في خط الهجوم . يلعب حاليا لصالح آراو السويسري منذ 2009 .

## روابط خارجية
- أكو ستويكوف على موقع الاتحاد الدولي (مؤرشف)  (الإنجليزية)
- أكو ستويكوف على موقع الاتحاد الأوربي (الإنجليزية)
- أكو ستويكوف على موقع قاعدة بيانات كرة القدم.إي يو (الإنجليزية)
- أكو ستويكوف على موقع ناشيونال فوتبول تيمز (الإنجليزية)
- أكو ستويكوف على موقع Soccerway.com (الإنجليزية)
- أكو ستويكوف على موقع عالم كرة القدم.نت (الإنجليزية)